# Paola Garcia
Paola Garcia (ur. 25 sierpnia 1987 w Peru) – peruwiańska siatkarka grająca jako środkowa. 
Obecnie występuje w drużynie Divino Maestro.